# Thiên Hạ Bá Xướng
Thiên Hạ Bá Xướng là một nhà văn Trung Quốc, được biết tới là người đi đầu trong thể loại truyện trộm mộ. Tác phẩm nổi tiếng nhất của anh, Ma Thổi Đèn, ban đầu được viết và đăng trên mạng năm 2006.

## Tiểu sử
Thiên Hạ Bá Xướng, tên thật là Trương Mục Dã, sinh ra ở Thiên Tân, Trung Quốc năm 1978. Theo lời kể trong hồi ký của cuốn Mê Tông Chi Quốc 4, cha mẹ anh làm việc trong đội địa chất khi anh còn trẻ. Sau khi kết thúc lớp 11, anh từng trải qua nhiều lần chuyển nghề và khó khăn trước khi mở một công ty tài chính ở Thiên Tân cùng bạn bè.

## Tác phẩm

### Ma Thổi Đèn:
Ma Thổi Đèn kể về cuộc hành trình của Hồ Bát Nhất, Tuyền béo, và Shirley Dương. Câu nói "Bùa mô kim, ấn quật mộ, dỡ núi dời non tìm quyết chú. Người thắp nến, quỷ thổi đèn, dò mồ đổ đấu kiếm vạn tiền..." mô tả nghề trộm mộ trở nên vô cùng quen thuộc với độc giả. Sau khi được đăng lên mạng, ước tính có khoảng hơn 4 triệu người đọc. Sau khi sách được xuất bản, tính đến thời điểm đầu năm 2007 đã có khoảng 500.000 bản in được bán ra. Đồng thời, Ma Thổi Đèn cũng mở ra một dòng tiểu thuyết mới làm mưa làm gió trên các trang mạng Trung Quốc suốt 3 năm từ 2006-2008.  Lưu trữ ngày 27 tháng 12 năm 2019 tại Wayback Machine Tám quyển Ma Thổi Đèn được Thiên Hạ Bá Xướng viết lần lượt là:
Ma Thổi Đèn - Thành Cổ Tinh Tuyệt
Ma Thổi Đèn - Mê Động Long Lĩnh
Ma Thổi Đèn - Trùng Cốc Vân Nam
Ma Thổi Đèn - Thần Cung Côn Luân
Ma Thổi Đèn - Nam Hải Quy Khư
Ma Thổi Đèn - Mộ Hoàng Bì Tử
Ma Thổi Đèn - Thi Vương Tương Tây
Ma Thổi Đèn - Vu Hiệp Quan Sơn

Ma Thổi Đèn - Mục Dã Quỷ Sự

##### Mô Kim Hiệu Úy:
Bộ truyện viết tiếp câu truyện về ba mô kim hiệu úy trong hệ liệt mới tên Mô Kim Hiệu Úy. Quyển sách đầu tiên Mô Kim Hiệu Úy - Cửu U Tướng Quân được viết năm 2015.
Mô Kim Hiệu Úy - Cửu Ưu Tướng Quân

Mô Kim Hiệu Úy - Câu Thi Pháp Vương (ngưng viết)

##### Mô Kim Quyết:
Mô Kim Quyết kể về cuộc hành trình của Hồ Bát Nhất và Tuyền béo vào những năm 60 của thế kỷ 20.
Mô Kim Quyết - Quỷ Môn Thiên Sư
Mục Dã Quỷ Sự:
Mục Dã Quỷ Sự là bộ truyên với nội dung nhằm giải thích các sự vật, hiện tượng kì bí mà tác giả từng nhắc đến trong các tác phẩm trước đó của mình.

### Tặc Miêu: Kim Quan Lăng Thú
Được viết từ mùa hè 2007 tới tháng 5 năm 2008, truyện kể về Trương Tiểu Biện, một gã du thủ du thực làng Kim Quang cuối triều nhà Thanh. Sau khi tình cờ lạc bước vào ngôi mộ hoang của Quý phi triều trước, hắn gặp được bậc kỳ nhân, lại được truyền cho pho kỳ thư dạy môn xem tướng mèo, tướng chó đã thất truyền từ nhiều đời trước. Cũng từ đó, hắn bị cuốn vào dòng chảy cuồn cuộn của lịch sử.

### Thế Giới Trong Lòng Đất 1-2-3-4 (tên cũ là Mê Tông Chi Quốc)[3]
Mê Tông Chi Quốc là bộ tiểu thuyết phiêu lưu mạo hiểm dài kỳ gồm 4 tập, kể về những chuyến đi đầy mạo hiểm của một đoàn thám hiểm gồm những kẻ trộm mộ chuyên nghiệp, những chiến sĩ chạy trốn sự truy đuổi của kẻ thù và những nhà khảo cổ dạn dày kinh nghiệm. Tập đầu tiên được xuất bản năm 2009 và bản dịch của Vũ Như Lê ra mắt năm 2012 tại Việt Nam.
Mê Tông Chi Quốc - Chăm Pa Ẩn Sương
Mê Tông Chi Quốc - Ma Vực Lâu Lan
Mê Tông Chi Quốc - Đại Thần Nông Giá

Mê Tông Chi Quốc - Cửu Tuyền U Minh

### Tuyệt Đối Tuần Hoàn (tên cũ là Tử Vong Tuần Hoàn)
Tử vong tuần hoàn là một tiểu thuyết kinh dị về quy luật sống chống của tự nhiên. Thiết nghĩ chuyện sống và chết như một vòng khép kín của tạo hóa nhưng ở đây lại có một sự trùng hợp đến không ngờ. Truyện kể về một thanh niên Trung Quốc cùng với người bạn của mình là Xú Ngư, cùng trải qua những chuyện rùng mình đến rợn người. Truyện được dịch trên mạng vào năm 2013.

### Na Thần: Thôi Lão Đạo & Đả Thần Tiên (tên cũ là Ma Câm: Ma Khóc Dưới Hồ Tiên Đôn)
Ma khóc dưới hồ Tiên Đôn là tập đầu tiên trong series "Ma câm" của tác giả Thiên Hạ Bá Xướng, đây là tác phẩm mới nhất được ấp ủ trong suốt 5 năm kể từ sau sự ra đời của tác phẩm bán chạy - "Ma thổi đèn". Tại Việt Nam, truyện được xuất bản tháng 12 năm 2013. Câu chuyện kể về hai cuộc hành trình trộm mộ đầy ly kỳ của nhân vật tôi và các bạn. Ở chuyến phiêu lưu đầu tiên, nhân vật tôi và cô bạn Sách Ni Nhi dấn thân đi tìm ngôi mộ cổ của nữ thần Saman thời Liêu. Trong khi rút chạy, nhân vật tôi chẳng may vấp chân ngã vào thi thể nữ thần Sa man và chạm đầu vào chiếc gối của nàng, kể từ đó tôi bị cơn ác mộng dằn vặt từng đêm. Để tìm ra ẩn số của giấc mơ hãi hùng và quái dị, tôi cùng người anh họ Điếu bát, anh bạn đồng hành Mặt dày và cô giảng viên trường họa Điền Mộ Thanh dấn thân vào cuộc phiêu lưu thứ hai.

### Hà Thần – Thủy Quỷ Quái Đàm:
Hà Thần là một cuộc phiêu lưu ly kỳ và rùng rợn trong thế giới tâm linh với những vụ án kỳ bí, những xác chết trôi nổi đầy oán khí và ẩn giấu cả thuật pháp, phong thủy, bói toán. Hà Thần là biệt danh dân chúng vùng Thiên Tân đặt cho Quách Đắc Hữu, một thành viên trong đội cảnh sát năm sông, rất giỏi bơi lội, cũng là thành viên giỏi nhất. Đội cảnh sát thực chất là đội vớt xác, được thành lập từ thời nhà Thanh để xử lý xác những người chết trôi, sau này đến thời Dân Quốc trở thành đội cảnh sát trên sông, đồng thời điều tra những vụ án kỳ bí ở nơi đây. Bộ phim truyền hình chuyển thể cùng tên năm 2017 với sự góp mặt của Lý Hiện, Trương Minh Ân được đánh giá cao, tuy nhiên nội dung phim rất khác với cốt truyện gốc. Phần 2 của phim được khởi chiếu ngày 06 tháng 07 năm 2020 với dàn diễn viên mới hoàn toàn.

### Thiên Khanh Ưng Liệp:
Thiên Khanh Ưng Liệp kể về cuộc phiêu lưu mạo hiểm và đầy ly kỳ của Trương Bảo Khánh, một thanh niên sở hữu ba không: không việc làm, không siêng năng, không tạo được bất cứ thành công nào trong đời mình nhưng lại luôn mơ mộng những điều phi thường. Sau này, mẹ Trương Bảo Khánh gửi cậu đến nhà ông Tư trên núi Trường Bạch, và trong một lần đi săn cáo cùng anh em Hai Mũi và Dưa Leo, cả ba vô tình rơi xuống đại trạch hang trời của Kim Vương Mã Điện Thần. Từ đó, Bảo Khánh lần lượt phát hiện ra nhiều bí ẩn về cuộc đời và kho báu của tên trùm thổ phỉ khét tiếng. Thiên Khanh Ưng Liệp đã được chuyển thể thành một bộ phim truyền hình cùng tên được chiếu từ cuối tháng 8 năm 2019 với sự tham gia của Vương Tuấn Khải của TFBoys và Văn Kỳ. Bộ phim đã thu hút một tỷ lượt theo dõi chỉ sau 18 ngày lên sóng.
Thiên Khanh Truy Phỉ
Thiên Khanh Bảo Tàng (chưa xuất bản)
Thiên Khanh Xuất Mã (chưa xuất bản)

### Tứ Thần Đấu Tam Yêu Hệ Liệt
Thôi Lão Đạo Tróc Yêu: Ban Đêm Xông Vào Mộ Đổng Phi (Tứ Thần Đấu Tam Yêu Hệ Liệt 1)
Thôi Lão Đạo Truyền Kỳ: Ba Lần Thăm Động Không Đáy (Tứ Thần Đấu Tam Yêu Hệ Liệt 2)
Hoả Thần: Cửu Hà Long Xà (Tứ Thần Đấu Tam Yêu Hệ Liệt 3)
Hoả Thần: Bạch Cốt Nương Nương (Tứ Thần Đấu Tam Yêu Hệ Liệt 4) (chưa xuất bản)